# のまネコ問題
のまネコ問題（のまネコもんだい）は、エイベックスのグループ会社が「のまネコ」などの著作権表示をつけた商品を販売したことなどに対して、ネット上で抗議が発生し、殺害予告が書き込まれるなどの社会的問題にも発展した一連の事件である。のまネコはインターネット掲示板2ちゃんねるで人気のあったキャラクターモナーに類似したキャラクターである。
本騒動は後のパソコン遠隔操作事件の遠因となったと指摘されている。

## 事実経過

### 発端
2005年8月22日、この年の3月に発売されたO-Zone（オゾン）のアルバム収録曲である「DiscO-Zone（邦題恋のマイアヒ）」がオリコン・アルバムチャート総合1位の大ヒットを記録し、日本にマイアヒ旋風を起こす社会現象になった。日本人に馴染みの薄いルーマニア語の歌を大ヒットに導いたのが、日本語の面白おかしい空耳歌詞を付けたPVである。
このPVは、元々は個人サイトで公開されたフラッシュ動画で、アスキーアートのキャラクターを基にしたキャラクターたちが、空耳歌詞に合わせて楽しそうに踊る、という内容のものであった。これに注目したエイベックスが動画作家にコンタクトを取り、内容を修正した上で、オフィシャルなPVとして採用した。エイベックスの石井秀浩によれば、インターネット上で話題になった動画の作者は「地方在住の二十代のOL」だった。
また、のインタビュー記事によると、作者のハンドルネームは「わた」さんという方で、「普段は主にサイトのほうで、細々とオリジナルイラストや漫画を描いて」いたようだ。     ちなみにのまネコの空耳は本人いわく「あの空耳、仕事中に考えたんですよ（笑）」とのことである。
9月1日、エイベックスの子会社であるエイベックスネットワークが、このPVのキャラクターを基に商用キャラクターを作成。グッズではこのキャラクターを「のまネコ」とし、「(c) のまネコ製作委員会」という著作権表示をしていた。このキャラクターが「アスキーアートの『モナー』に似ている」といった指摘が相次ぎ、「誰の物でもないネット上の既存キャラクターを改変した上で独占し、利益を得ようというのか」という非難の声が上がった。
マイアヒフラッシュが知られるきっかけとなった動画は、pya!に投稿されていた。

### 公開質問状
9月8日、エイベックスネットワークは自社ウェブサイトにて以下のような見解を発表した。
- 「のまネコ」の著作権は有限会社ZENが管理しており、当社は商品化契約を締結して使用している。
- 「のまネコ」は、インターネット掲示板において親しまれてきた「モナー」等のアスキーアートにインスパイヤ（創作意欲を刺激される、等の意味）されて映像化され、当社と有限会社ZENが今回の商品化にあたって新たなオリジナリティを加えてキャラクター化したもの。
- 「モナー」等の既存のAAキャラクターの使用を制限する意図はない。

9月22日、特許電子図書館にて、有限会社ZENの商標登録申請が公開された。
- 文字商標として「のまネコ」の名称を出願（商願2005-69971）[8]
- 図形商標として「のまネコ」の図案を出願（商願2005-69972）[9]

9月24日、2ちゃんねるの西村博之が「のまタコ」のグッズ展開をする予定であるとして、それに問題がないことを確認する旨の公開質問状をエイベックス・グループ・ホールディングス宛に提出。

### 商標登録断念
9月30日、エイベックスは“いわゆる「のまネコ」問題についての当グループの考え方”として、「のまネコ」の商標登録を中止しCDの付録としてフラッシュ動画を付けることをやめると発表した。同時に、同日に行われたエイベックス社員に対する殺人予告について被害届を出すことを表明した。だが、出願を取り下げたのは「のまネコ」のロゴ文字のみで、モナーのキャラクターの図案「米酒」は取り下げておらず、結局は問題が解決していないのではないかとしてエイベックスへの非難の声は止まらなかった。
10月1日、松浦勝人宅に対する放火を仄めかす文章が2ちゃんねる内掲示板に書き込まれる。エイベックスは被害届を出すことを表明。
10月3日、松浦の妻に濃硫酸を浴びせるという内容の書き込みが確認される。エイベックス本社の所轄である赤坂署が松浦の相談を受けて脅迫容疑で捜査を開始。また、有限会社ZENがモナーのキャラクターの図案「米酒」の商標を取り下げ、エイベックスも当該のフラッシュ動画を収録したCDを廃盤として回収する旨を各販売店に通達した。
10月4日、2ちゃんねるの管理者・西村博之がコメントを発表、その中で「2件目に関しては、エイベックス社のグループ会社の会員回線からの犯罪予告でした」という内容が掲載、情報提供を求めることになった。但し、飽くまでも“グループ企業の回線”（今回はUCOMの回線）であり、例えばYahoo!BBのユーザの書き込みを「ソフトバンクの回線からのもの」と主張するのと同じことである。だが、Yahooとでは回線普及規模が段違いであり、同一視はできない。この犯行予告に関しては、投稿した男性が12月5日に逮捕されている。
10月7日、O-Zoneがテレビ朝日系音楽番組・ミュージックステーションに出演した際に「恋のマイアヒ」を熱唱した。だがそこにはflashは掲載されていなかったものの（ディズニー映画「チキン・リトル」の映像が代替映像として流れた）、空耳で日本語化された歌詞のテロップが出てきた為「空耳化した日本語歌詞を無許可で使用するな」という抗議が20件近くあった。
10月12日、エイベックスはぬいぐるみなどの「のまネコ」グッズについて、同社が受け取る契約になっているキャラクター使用料を一切受け取らないと発表した。これにより事態は収束に向かった。

### 殺害予告事件
11月1日、仙台市内の小学校の児童を殺害すると2ちゃんねるに書き込みして逮捕された男（2ちゃんねるの歴史2005年10月20日参照）が、エイベックス社員を殺害する予告などの書き込みも行ったと供述。強要未遂の疑いで22日に再逮捕。
12月5日、上述で再逮捕された男が、松浦宅に対する放火（西村の言う「avex社のグループ会社の会員回線からの犯罪予告」）を行ったとして再逮捕される。
2006年1月20日、上述の犯行予告を行った男が、松浦に「暴力団と深く関係があるのは間違いない」と書き込んだとして、親告罪である名誉毀損の疑いで追送検される。投稿文には「（一連の犯行予告は）社長から直接指示されてやりました」等とも含むもので、ブログ等で取り上げられ、犯行予告の自作自演の可能性が指摘されていた。
2月3日、東京地裁で犯行予告を行った男の初公判がされる。世間を騒がせるのが目的で、脅迫に関する殺意等は無かったと主張した。
3月2日、東京地裁で犯行予告を行った男の第2回公判がされる。弁護人は被告の回避性人格障害を主張。懲役3年を求刑される。その後、東京地裁で懲役1年6ヶ月の実刑判決が言い渡され確定した。

## その他
商標登録出願が炎上したという点については、東北大学の稲穂健市特任教授が日本弁理士会の会誌「パテント」で考察している。